# Калитин, Пётр Петрович
Пётр Петро́вич Кали́тин (1853, Нарва — 1927, Париж, Франция) — русский генерал от кавалерии, участник Туркестанских походов и Первой мировой войны.

## Биография
Брат Павла Петровича Калитина, родился в городе Нарва 30 октября 1853 года, учился в Нижегородском кадетском корпусе, за неподобающее поведение исключён из 5-го класса.
В 1871 году поступил вольноопределяющимся в 1-й Туркестанский стрелковый батальон, в котором 2-й ротой командовал его старший брат Павел. В рядах этого батальона Калитин принял участие в 1873 году в Хивинском походе, за отличие был награждён знаком отличия Военного ордена и в 1874 году произведён в прапорщики.
В 1875—1876 гг. в составе отряда генерала Троцкого участвовал в покорении Кокандского ханства; был удостоен чина подпоручика и награждён орденами св. Анны 4-й степени, 3-й степени с мечами и бантом, св. Станислава 3-й степени с мечами и бантом. Поручик (ст. 15.08.1878; за боевые отличия). В 1880—1881 гг. был в Ахал-Текинской экспедиции, состоял в распоряжении Куропаткина, во время штурма Геок-Тепе был контужен и произведён штабс-капитаны и награждён орденами св. Станислава 2-й степени с мечами, св. Владимира 4-й степени с мечами и бантом и св. Георгия 4-й степени. Впоследствии усердием Калитина возле Денгиль-Тепе, на месте стоянки туркестанской колонны Куропаткина, был воздвигнут памятник в честь погибших здесь товарищей.
В 1881 году им было издано в «Известиях Императорского Русского географического общества» «Описание пути, исследованного поручиком 1-го Туркестанского стрелкового батальона Калитиным между Ахалтекинским и Хивинским оазисами, из крепости Кунягеок-тепе до развалин крепости Змукшир, через колодцы: Мамед-дияр, Дербент, Шейх, Лайлы и засыпанные колодцы Кызил-ча-куюсы и Чагыл: С 7 по 19 февр. 1881 г.», впоследствии вышедшее и отдельным изданием (СПб, 1881). В 1885 году Калитин был назначен состоять при войсках Кавказского военного округа и заведующим Туркменской конной милицией, в 1890 году произведён в подполковники. В 1893 году назначен командиром Туркменского конно-иррегулярного дивизиона, в 1895 году — произведён в полковники.
10 июня 1899 года Калитин был назначен командиром 1-го Волгского полка Терского казачьего войска. В 1902 году произведён в генерал-майоры, 28 мая 1903 года назначен командиром 2-й бригады 2-й сводной казачьей дивизии, в 1906 году — начальником Уссурийской конной бригады, в 1907 году — начальником Забайкальской казачьей бригады, с 22 сентября 1909 года получил назначение командующим Западно-Сибирской казачьей бригадой, на следующий день, 23 сентября, произведён в генерал-лейтенанты.
Участник 1-й мировой войны. С 4 (17) февраля 1915 года — командир 1-го Кавказского армейского корпуса. 22 марта (4 апреля) 1915 года произведён в генералы от кавалерии. В том же году 17 мая награждён орденом св. Георгия 3-й степени
За отличия в боях 14-го декабря 1914 - 13-го января 1915 года в бытность начальником Сибирской казачьей дивизии.
19 мая 1916 года награждён Георгиевским оружием с бриллиантами и надписью «За храбрость» за штурм Эрзерумского укрепрайона. 12 марта 1917 года назначен членом Александровского комитета о раненых.
Во время Гражданской войны находился сначала в резерве чинов при штабе Главнокомандующего ВСЮР Деникина, затем при штабе Кавказской армии Врангеля; после оставления Крыма находился в Константинополе, затем эмигрировал в Болгарию, а позже перебрался во Францию, где работал ночным сторожем на автомобильном заводе. Был председателем Союза Георгиевских кавалеров. Скончался 6 июня 1927 года в Русском старческом доме в Сент-Женевьев-де-Буа от паралича сердца. Похоронен на кладбище Сент-Женевьев де Буа.